# Italiotes

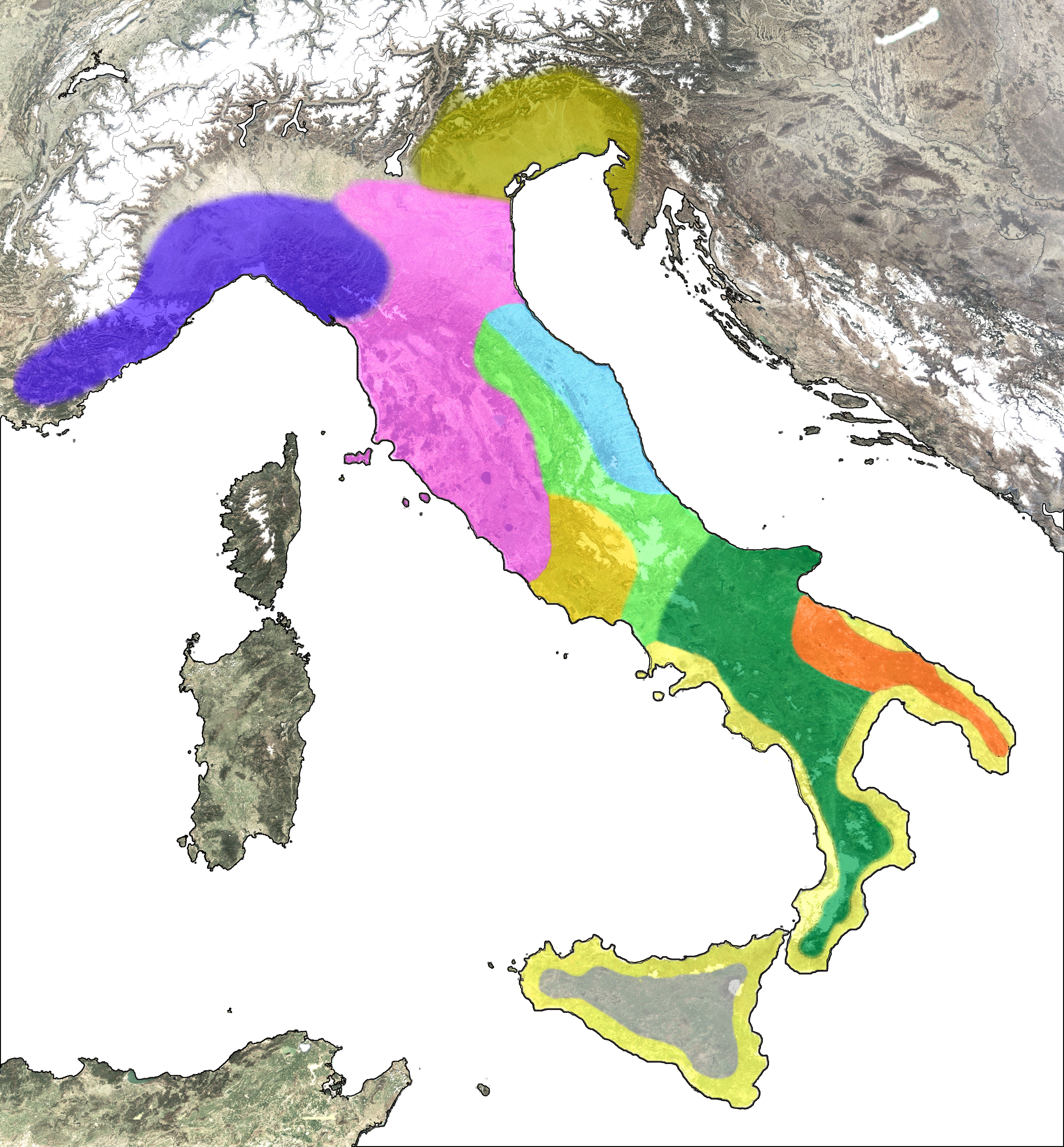
Groupes dans la péninsule italienne
Ligures
Vénètes
Étrusques
Picenum
Ombriens
Latins
Osques
Messapes
Grecs

Le mot Italiotes (grec ancien : Ιταλιώτικοι Italiotikoi) désignait les colons grecs de Grande-Grèce, les distinguant à la fois des habitants non-grecs du sud de l'Italie et des Grecs vivant ailleurs, en Sicile (Σικελιώτικοι Sikeliotikoi : « Sicéliotes »), en Grèce, sur le pourtour méditerranéen (par exemple les Μασσαλιώτικοι Massaliótikoi : « Massaliotes ») et sur les rivages pontiques.

## Histoire
Après leur soumission à Rome et à partir du IIIe siècle av. J.-C., les Italiotes diffusent à travers le monde romain la culture et la langue grecques, au grand dam des conservateurs romains comme Caton l'Ancien. Les graeculi, les « petits Grecs », traduisent et introduisent la poésie épique dans la culture romaine à travers des légendes comme L'Odyssée, et font d'Ulysse un héros romain. Ils traduisent aussi de nombreux ouvrages de science ou de techniques grecques — comme celles concernant la fabrication des poteries et autres biens manufacturés —, ce qui accroît la popularité de celles-ci. Le bilinguisme devient de règle parmi les membres des classes aisées, la nobilitas. Ce phénomène augmente jusqu'à la prise de la Grèce. L'afflux des esclaves orientaux hellénisés prend alors le relais.